# Aeroportul Sármellék Hévíz–Balaton
Aeroportul Hévíz–Balaton (IATA: SOB, ICAO: LHSM) este un aeroport din Sármellék, Districtul Keszthely, Zala, Ungaria ce deservește zona Sármellék. Aeroportul a fost tranzitat în 2023 de 4.085 de pasageri. A fost deschis în 1951 și numit după zona deservită.
Situat la o altitudine de 124 m, aeroportul dispune de 1 pistă.

## Infrastructură

### Piste
Aeroportul dispune de o singură pistă. Pista 16L/34R are suprafața de beton și dimensiunile 2.500 m × 60 m. 